# Мілев (Мазовецьке воєводство)
Мілев (пол. Milew) — село в Польщі, у гміні Калушин Мінського повіту Мазовецького воєводства.
Населення — 130 осіб (2011).
У 1975-1998 роках село належало до Седлецького воєводства.

## Демографія
Демографічна структура станом на 31 березня 2011 року:
|          | Загалом | Допрацездатний вік | Працездатний вік | Постпрацездатний вік |
| -------- | ------- | ------------------ | ---------------- | -------------------- |
| Чоловіки | 72      | 11                 | 52               | 9                    |
| Жінки    | 58      | 10                 | 32               | 16                   |
| Разом    | 130     | 21                 | 84               | 25                   |